# Dromolaksia
Dromolaksia (gr. Δρομολαξιά) – część miasta Dromolaksia-Meneu w Republice Cypryjskiej, w dystrykcie Larnaka.